# Szafer-Eisfall
Der Szafer-Eisfall (polnisch Lodospad Szafera) ist ein Gletscherbruch auf King George Island im Archipel der Südlichen Shetlandinseln. Am Szafer Ridge liegt er oberhalb des Dobrowolski-Gletschers.
Polnische Wissenschaftler benannten ihn 1980 in Anlehnung an die Benennung des gleichnamigen Gebirgskamms. Dieser ist nach Władysław Szafer (1886–1970) benannt, einem polnischen Botaniker, Paläobotaniker und Naturschützer.